# アイノリタクシー
『アイノリタクシー』は、『テックウィン』2003年12月号のコンテストパークにおいて銀賞を受賞したabc男によるRPGツクール2000製のパズルゲーム。タイトルは『アイノリTAXI』とも表記される。
タクシーを操作して目的地まで乗客を運ぶアクションパズルゲームである。経営難のタクシー会社がコスト削減のため相乗りのタクシーを運営するというストーリーになっており、プレイヤーはタクシーに4人まで客を乗せることができる。道端でタクシーを待っている客の頭上には目的地のイラストが表示される。制限時間のゲージが尽きるとゲームオーバーになるが、客を目的地まで運ぶことによってゲージは回復し、目的地が同じ客を同時に運ぶと回復量が大きくなる。また道路にはプレイヤーが操作するタクシー以外の車も通行しており、これらの車に接触すると客が一人降りてしまい、救急車の場合にはすべての客が降車してしまう。
『Free Games』（晋遊舎）では、「ゲームの楽しさもさることながら、実際の仕事の難しさも体感できる作りになっている」と評されており、また作者であるabc男については「フリーゲーム界でファンが多い」とされている。